# Jádi evangélikus templom
A jádi evangélikus templom műemlékké nyilvánított épület Romániában, Beszterce-Naszód megyében. A romániai műemlékek jegyzékében a BN-II-m-A-01668 sorszámon szerepel.